# Западномюнстерландский диалект
Западномюнстерландский диалект (нем. Westmünsterländer Platt, в диалекте — Westmönsterlänner Platt) — диалект, принадлежащий к вестфальским диалектам нижнесаксонской группы нижненемецкого языка. Распространён в деревнях и городах Западного Мюнстерланда, особенно в Бохольте. Диалект подвергался влиянию нидерландских диалектов.